# 魅形似褶麗魚
魅形似褶麗魚，為輻鰭魚綱鱸形目隆頭魚亞目慈鯛科的其中一種，被IUCN列為極危保育類動物，分布於非洲馬達加斯加中部淡水流域，體長可達24公分，棲息在底層水域，生活習性不明。最后一次见到它们是在1994年，它们可能已经因为失去栖息地而灭绝。

## 擴展閱讀
維基物種上的相關：魅形似褶麗魚